# Тайг-Веллі (Орегон)
Тайг-Веллі (англ. Tygh Valley) — переписна місцевість (CDP) в США, в окрузі Васко штату Орегон. Населення — 236 осіб (2020).

## Географія
Тайг-Веллі розташований за координатами 45°14′30″ пн. ш. 121°10′9″ зх. д. / 45.24167° пн. ш. 121.16917° зх. д. (45.241802, -121.169278).  За даними Бюро перепису населення США в 2010 році переписна місцевість мала площу 9,66 км², уся площа — суходіл.

### Клімат
| Клімат : Тайг-Веллі     | Клімат : Тайг-Веллі | Клімат : Тайг-Веллі | Клімат : Тайг-Веллі | Клімат : Тайг-Веллі | Клімат : Тайг-Веллі | Клімат : Тайг-Веллі | Клімат : Тайг-Веллі | Клімат : Тайг-Веллі | Клімат : Тайг-Веллі | Клімат : Тайг-Веллі | Клімат : Тайг-Веллі | Клімат : Тайг-Веллі | Клімат : Тайг-Веллі |
| Показник                | Січ.                | Лют.                | Бер.                | Квіт.               | Трав.               | Черв.               | Лип.                | Серп.               | Вер.                | Жовт.               | Лист.               | Груд.               | Рік                 |
| Абсолютний максимум, °C | 21,1                | 22,8                | 26,7                | 32,2                | 39,4                | 41,1                | 43,3                | 42,8                | 39,4                | 33,3                | 23,9                | 19,4                | 43,3                |
| Середній максимум, °C   | 5,0                 | 8,3                 | 13,3                | 17,2                | 21,7                | 25,6                | 30,0                | 30,0                | 25,6                | 18,3                | 9,4                 | 4,4                 | 17,2                |
| Середній мінімум, °C    | −3,3                | −1,7                | 0,0                 | 2,2                 | 4,4                 | 7,2                 | 10,0                | 10,0                | 7,2                 | 2,8                 | 0,0                 | −2,8                | 2,8                 |
| Абсолютний мінімум, °C  | −32,2               | −33,3               | −15                 | −8,3                | −6,1                | −3,3                | 0,6                 | 0,0                 | −4,4                | −13,3               | −24,4               | −28,3               | −33,3               |
| Норма опадів, мм        | 53                  | 38                  | 33                  | 25                  | 20                  | 15                  | 8                   | 13                  | 13                  | 23                  | 46                  | 51                  | 340                 |
| ----------------------- | ------------------- | ------------------- | ------------------- | ------------------- | ------------------- | ------------------- | ------------------- | ------------------- | ------------------- | ------------------- | ------------------- | ------------------- | ------------------- |
| Джерело: weather.com    |                     |                     |                     |                     |                     |                     |                     |                     |                     |                     |                     |                     |                     |

## Демографія
Згідно з переписом 2010 року, у переписній місцевості мешкало 206 осіб у 90 домогосподарствах у складі 49 родин. Густота населення становила 21 особа/км².  Було 110 помешкань (11/км²).
Расовий склад населення:
| - 90,8 % — білих - 4,9 % — корінних американців - 1,5 % — осіб інших рас |

До двох чи більше рас належало 2,9 %. Частка іспаномовних становила 1,5 % від усіх жителів.
За віковим діапазоном населення розподілялося таким чином: 10,7 % — особи молодші 18 років, 67,0 % — особи у віці 18—64 років, 22,3 % — особи у віці 65 років та старші. Медіана віку мешканця становила 54,0 року. На 100 осіб жіночої статі у переписній місцевості припадало 110,2 чоловіків;  на 100 жінок у віці від 18 років та старших — 109,1 чоловіків також старших 18 років.
Середній дохід на одне домашнє господарство  становив 62 188 доларів США (медіана — 52 206), а середній дохід на одну сім'ю — 61 849 доларів (медіана — 67 596). 
Цивільне працевлаштоване населення становило 114 особи. Основні галузі зайнятості: роздрібна торгівля — 24,6 %, будівництво — 20,2 %, освіта, охорона здоров'я та соціальна допомога — 14,9 %, сільське господарство, лісництво, риболовля — 14,9 %.